# Ерл Веллс
Ерл Веллс (англ. Earle Wells, 27 жовтня 1933 — 1 жовтня 2021) — новозеландський яхтсмен.
Олімпійський чемпіон 1964 року в класі Летючий голандець.